# Ignác

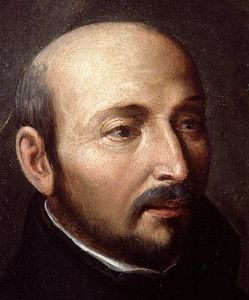
Sv. Ignác z Loyoly

Ignác je jméno pocházející z latiny, a to buďto ze slova ignis (oheň), nebo agnatus (urozený). Nejčastěji se překládá jako Zapálený (pro věc). V občanském kalendáři jeho svátek připadá na 31. červenec, což v církevním kalendáři odpovídá svátku sv. Ignáce z Loyoly. V církevním kalendáři lze dále nalézt sv. Ignáce z Antiochie (17. říjen), sv. Ignáce z Láconi (11. květen), sv. Ignáce z Oña (Íñigo z Oña, 6. červen). Jeho ženskou obdobou je Ignácie.
Časté bylo toto jméno od raného středověku na Pyrenejském poloostrově. Populární se stalo v katolických zemích a komunitách po vzniku jezuitského řádu a prohlášení Ignáce z Loyoly za svatého, naopak jeho popularita mimo katolickou komunitu byla vždy velmi nízká. Trend jeho používání v Česku kulminoval v 17. a 18. století, nyní je spíše klesající.

## Křestní jména Ignác a Hynek
Českou specialitou bylo období přejmenovávání od 2. poloviny 19. století a v období počátků Československa, kdy si značná část antikatolicky smýšlejících občanů změnila jméno Ignác na jméno Hynek, které bylo mylně považováno za českou obdobu tohoto jména (i básník Karel Hynek Mácha byl pokřtěn jako Ignác; jeho kmotr se jmenoval Ignác Mayer). Mezi takto „přejmenované“ známější osobnosti patří např. Ignác Umlauf, Hynek Zátka, Hynek Pelc, Hynek Jindřich Novohradský z Kolovrat a další.

## Domácké tvary

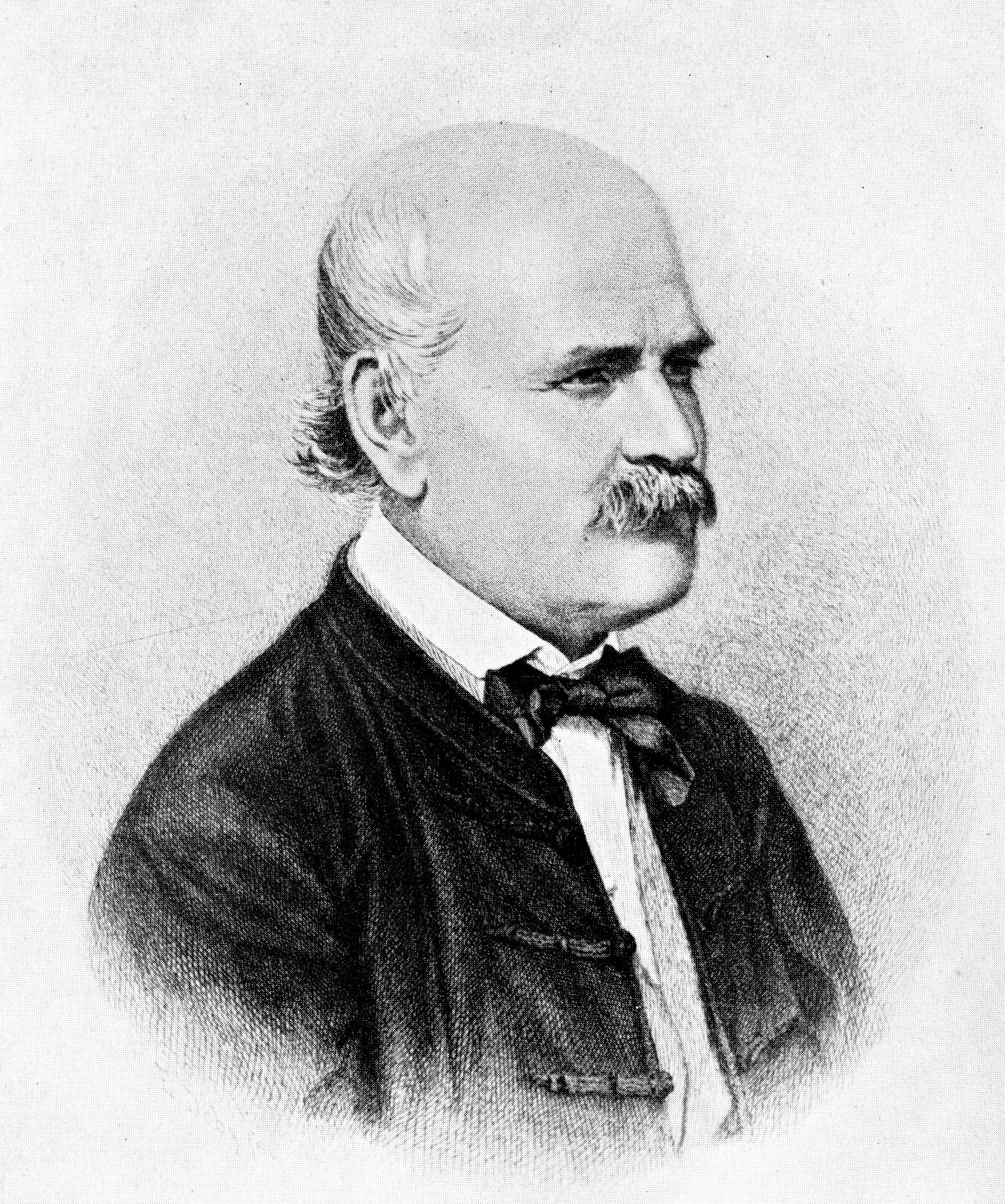
Ignác Fülöp Semmelweis

- Nácek.[1][2][6] Tato forma byla poněkud zdiskreditována v období 2. světové války, protože se vžila jako hovorové označení nacisty.[7]
- Nác[6] či Náca[1]
- Nácin[8]
- Igi, Iga
- Ve španělsky mluvicích zemích se zkracuje na „Nacho“, podle kuchaře Ignacia Anayi z Piedras Negras dostal název mexický pokrm nachos.[9]

### Zdrobněliny
- Ignácek[1][2]
- Nácíček.[1] Forma používaná relativně často jako jméno kocoura, je inspirována příběhy Josefa Lady o kocouru Mikešovi

## Ignác v jiných jazycích[1]
- Katalánsky: Ignasi[10]
- Slovensky, maďarsky: Ignác
- Polsky: Ignac nebo Ignacy
- Rusky, srbocharvátsky: Ignacij nebo Ignatij (Игнатий)
- Italsky: Ignazio nebo Eneco
- Španělsky: Ignacio, Inigo nebo Íñigo
- Francouzsky: Ignace
- Chorvatsky: Ignacije
- Nizozemsky, anglicky: Ignatius nebo Inigo
- Švédsky, německy: Ignaz nebo Ignatius

## Četnost pro Česko
Roku 2007 neslo v Česku jméno Ignác 428 lidí.

## Slavní Ignácové / Ignátové

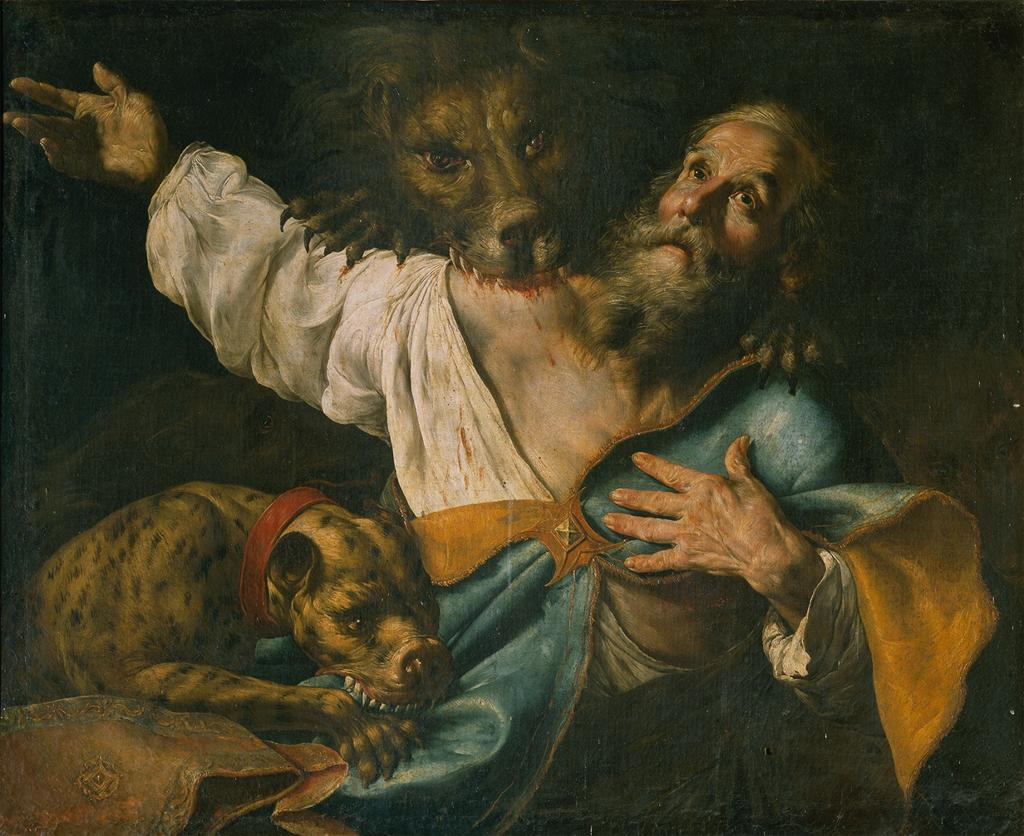
sv. Ignác z Antiochie

### Svatí a blahoslavení
- sv. Ignác z Loyoly – zakladatel jezuitů
- sv. Ignác z Antiochie (též Ignatios) – biskup z Antiochie
- sv. Ignác z Láconi – mnich z řádu kapucínů
- bl. Ignác Falzon
- sv. Ignác ze Santhià – Vavřinec Mořic Belvisotti (Ignác), kněz řádu kapucínů[12]

### Duchovní
- Ignác Arnož – biskup a misionář
- Ignatio Mousa I. Daoud – kardinál
- Ignatius Ayau Kaigama – nigerijský arcibiskup
- Ignacy Krasicki – arcibiskup hnězdenský, básník a dramatik
- Ignacy Skorupka – polský polní kaplan
- Ignác Stašek – piarista a matematik
- Ignác Stuchlý – český salesián
- Ignác Raab – český malíř a jezuita
- Ignát Wurm – moravský kněz a buditel

### Politici, podnikatelé a aktivisté

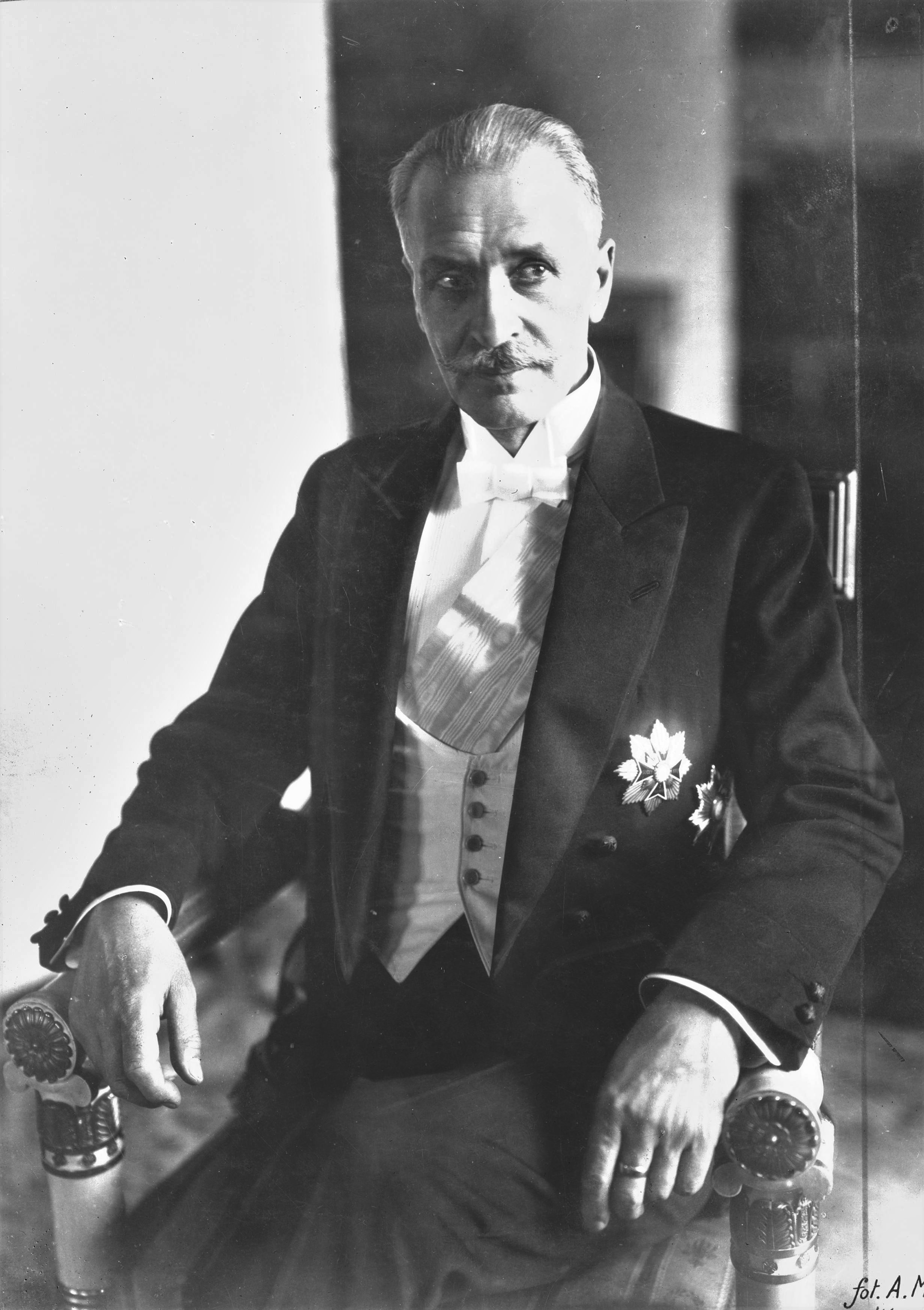
Ignacy Mościcki

- Ignatius Kutu Acheampong – bývalý ghanský prezident
- Ignacy Daszyński – první premiér obnoveného Polska
- Ignacy Mościcki – polský vědec a prezident Polska
- Ignaz Seipel – rakouský teolog a kancléř
- Ignác Šustala – zakladatel Tatry Kopřivnice
- Ignác Vondráček – ostravský důlní podnikatel

### Umělci
- Ignát Herrmann – český spisovatel, humorista a redaktor
- Ignacy Jan Paderewski – polský hudebník a politik
- Ignác František Platzer – česko-rakouský sochař

### Válečníci
- Ignacy Prądzyński – polský generál
- Ignacio Zaragoza – mexický generál

### Architekti
- Ignác Alpár – maďarský architekt

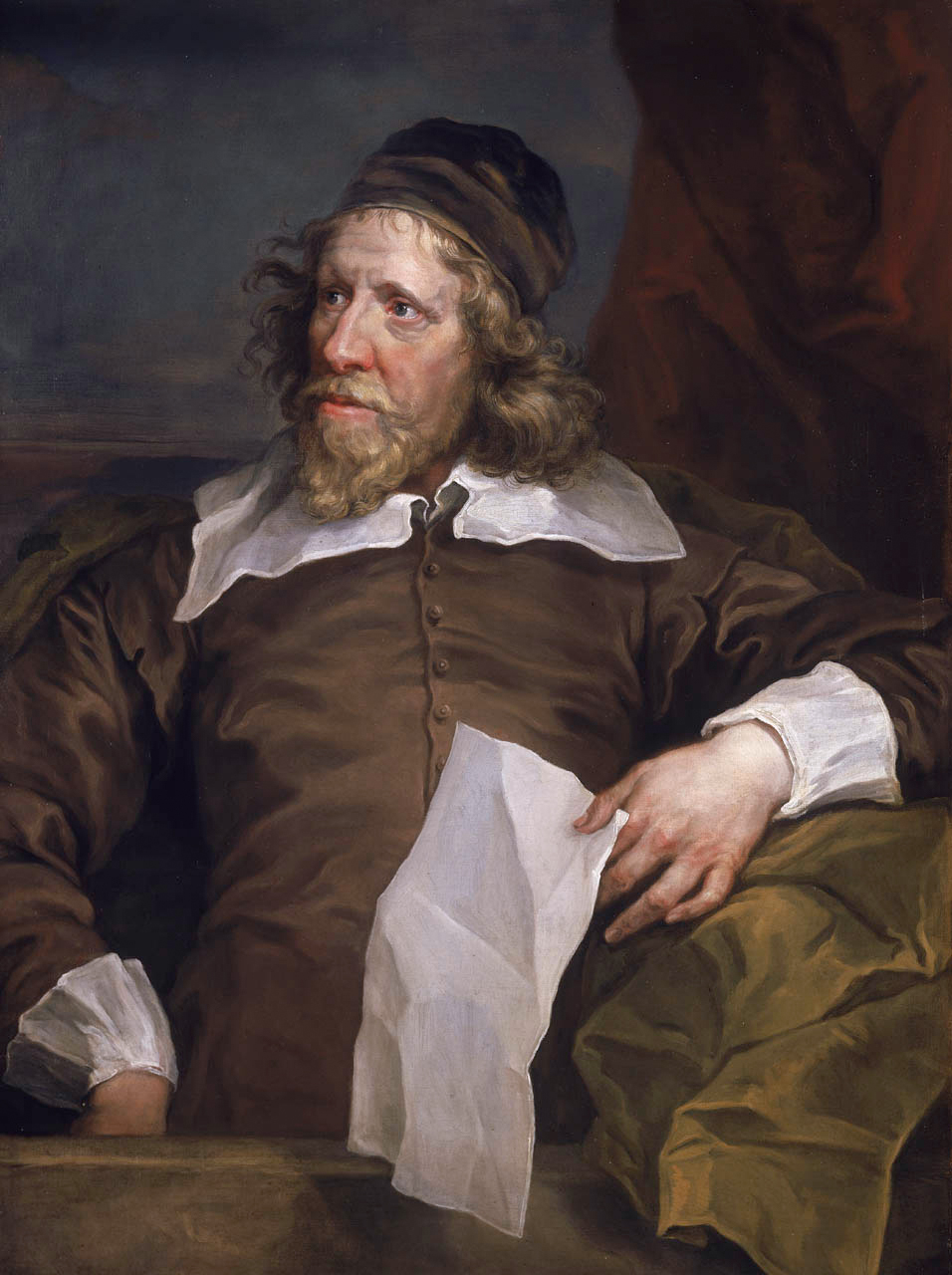
Inigo Jones

- Kilián Ignác Dientzenhofer – českoněmecký barokní architekt
- Inigo Jones – anglický architekt a scénograf

### Vědci a vynálezci
- Ignác Axamit – český matematik a fyzik
- Ignacy Domeyko – polský vědec a cestovatel
- Ignác Hoza – český vědec, rektor UTB
- Ignacy Łukasiewicz – polský lékárník a vynálezce
- Ignacio Rodríguez-Iturbe – americký ekolog a hydrolog
- Ignác Fülöp Semmelweis – maďarský lékař
- Ignaz Schiffermüller – rakouský přírodovědec
- Ignác Šechtl – český fotograf

### Sportovci
- Ignazio Abate – italský fotbalista
- Ignazio Calvi – italský šachista
- Ignazio Fabra – italský zápasník
- Ignace Heinrich - francouzský atlet
- Iñigo Cervantes Huegun – španělský tenista
- Ignaz Kolisch – rakouský šachista
- Ignacio Trelles – mexický fotbalista a trenér

### Fiktivní postavy
- Ignácius J. Reilly, hlavní hrdina románu Spolčení hlupců
- Ignác Dvořák – zesnulý manžel babičky Běty Dvořákové z českého historického seriálu Vyprávěj, ale v seriálu se neobjevuje, jen se o něm mluví.